# Конвой SO-406
Конвой SO-406 — японський конвой часів Другої світової війни, проведення якого відбувалось у жовтні 1943 року.
Місцем призначення конвою був Рабаул — головна база японців в архіпелазі Бісмарка, з якої вони провадили операції на Соломонових островах та сході Нової Гвінеї. Вихідним пунктом при цьому став важливий транспортний хаб японців Палау в західній частині Каролінських островів. До складу конвою SO-406 увійшли транспорти «Тага-Мару», «Асука-Мару», «Фукко-Мару», «Рюосан-Мару» та «Тайрін-Мару». Ескорт складався з мисливців за підводними човнами CH-17 та CH-40.
12 жовтня 1943 року судна вийшли з Палау та попрямували на південний схід.
18 жовтня в районі за 450 км на північний захід від островів Адміралтейства та за 1100 км від Рабаула конвой SO-406 був атакований підводним човном Silversides. Хоча в останній момент субмарину помітили і судна конвою дістали наказ почати маневр ухилення, дві торпеди влучили в «Тайрін-Мару» (мало на борту 2100 тонн вантажів, серед них танки, транспортні засоби та продовольство). Судно затонуло протягом 10 хвилин, при цьому загинуло 5 членів екіпажу.
21 жовтня конвой прибув до Рабаула.